# Joanna
Joannaⓘ – imię żeńskie, odpowiednik imienia Jan pochodzącego z języka hebrajskiego: Jo-hanan – „Jahwe jest łaskawy”.
Imię Joanna obecne jest w Polsce od XIII wieku (Johanna, Janna, Jena, Jenna, Jana). Postać Joanna pojawiła się w 1399 r. Współcześnie wśród imion nadawanych nowo narodzonym dzieciom, Joanna w 2012 r. zajęła 39. miejsce w grupie imion żeńskich.
Zdrobnienia od imienia Joanna to: Joasia, Asia, Aśka i inne.
Joanna imieniny obchodzi: 2 lutego, 4 lutego, 1 marca, 28 marca, 12 maja, 24 maja, 30 maja, 12 sierpnia, 17 sierpnia, 21 sierpnia, 24 sierpnia, 26 sierpnia i 12 grudnia.

## Odpowiedniki w innych językach
- angielski: Joanne, Joan
- arabski: جوان
- czeski: Johana
- duński: Johanne
- esperanto: Johanino[6]
- fiński: Johanna, Joanna
- francuski: Jeanne (Żaneta)
- hiszpański: Juana
- irlandzki: Siobhán
- niemiecki, niderlandzki: Johanna
- portugalski: Joana
- rosyjski: Иоанна
- rumuński: Ioana
- słoweński: Jonna
- węgierski, słowacki, słoweński: Jana
- włoski: Giovanna, Gianna

## Joanny z biogramem w Wikipedii
Władczynie:
- Joanna I z Nawarry (1273–1305), królowa Nawarry i Francji
- Joanna II z Nawarry (1311–1349), królowa Nawarry
- Joanna I Andegaweńska (1326–1382), królowa Neapolu
- Joanna II Andegaweńska (1371–1435), królowa Neapolu
- Joanna Szalona (1479–1555), królowa Kastylii i Aragonii
- Joanna III d’Albret (1528–1572), królowa Nawarry

Święte:
- Joanna z Balneo (XI wiek)
- Joanna d’Arc (06.01.1412–30.05.1431)
- Joanna Delanoue – Joanna od Krzyża (18.06.1666–17.08.1736)
- Joanna de Chantal (28.01.1572–13.12.1641)
- Joanna de Valois (23.04.1464–04.02.1505)
- Joanna de Lestonnac (1556–02.02.1640)
- Joanna Elżbieta Bichier des Ages (05.07.1773–26.08.1838)
- Joanna Antyda Thouret (27.11.1765–24.04.1826)
- Joanna (Gianna) Beretta Molla (04.10.1922–28.04.1962)

Błogosławione:
- Joanna Franciszka od Nawiedzenia Maryi (29.08.1843–01.02.1888)
- Joanna Guzman z Aza (ok. 1135–02.08.1205)
- Joanna Maria Bonomo (15.08.1606 – 01.03.1670)
- Joanna María Condesa Lluch (30.03.1862–16.01.1916)
- Joanna Maria de Maille (ok. 1331–03.1414)
- Joanna Portugalska (06.02.1452–12.05.1490)
- Joanna Soderini (1301–01.09.1367)
- Joanna Scopelli (1428–09.07.1491)
- Joanna z Orvieto (ok. 1264–23.07.1306)
- Joanna z Signa (zm. 09.11.1307)
- Joanna z Tuluzy (zm. 31.03.1286)

Biblijne
- Joanna (postać biblijna)

Pozostałe osoby o imieniu Joanna:
- Jane Austen – angielska pisarka
- Joanna Bartel – polska aktorka i artystka kabaretowa
- Joanna Benda – polska aktorka
- Joanna Braun – polska scenografka
- Joanna Brodzik – polska aktorka
- Joanna Bruzdowicz – polska kompozytorka
- Jeanne Calment – najdłużej żyjąca osoba na świecie (122 lata)
- Joanna Chmielewska – polska pisarka, architekt
- Joan Collins – brytyjska aktorka
- Siobhán Donaghy – jedna z wokalistek w zespole Sugababes
- Joanna Drozdowska – Miss Polonia 2001
- Siobhan Fahey – irlandzka piosenkara, członkini zespołu Bananarama
- Jane Fonda – amerykańska aktorka
- Joanna Gapińska – Miss Polonia 1988
- Zinaida Gippius – rosyjska pisarka
- Joanna Grudzińska – żona Wielkiego Księcia Konstantego
- Joanna Horodyńska – polska modelka, stylistka
- Joanna Jabłczyńska – polska aktorka
- Joanna Jędryka – polska aktorka
- Jóhanna Guðrún Jónsdóttir – islandzka piosenkarka
- Joanna Jóźwik – polska biegaczka średniodystansowa
- Joanna Kaczor – polska siatkarka
- Joanna Klepko – polska piosenkarka
- Joanna Kluzik-Rostkowska – polityk, posłanka
- Joanna Kołaczkowska – polska aktorka kabaretowa
- Johanna Konta – brytyjska tenisistka
- Joanna Koroniewska – polska aktorka
- Joanna Krupa – polska aktorka
- Joanna Kulig – polska aktorka
- Joanna Kuligowska – polska siatkarka
- Joanna Kulmowa – polska pisarka
- Joanna Kupińska – polska aktorka
- Joanna Kurowska – polska aktorka
- Joanna Lazer z domu Czarnecka – polska piosenkarka, wokalistka i współzałożycielka zespołu Red Lips
- Joanna Liszowska – polska aktorka i piosenkarka
- Joanna Litwin – polska aktorka
- Joanna Michalska – zwyciężczyni konkursu Miss Polonia 1990
- Joanna Mirek – polska siatkarka
- Joanna Mitrosz – polska gimnastyczka artystyczna
- Joanna Moro – polska aktorka
- Joanna Mucha – posłanka, minister sportu
- Sinead O'Connor – piosenkarka
- Joanna Olczak-Ronikier – polska pisarka
- Joanna Pach-Żbikowska – polska aktorka
- Joanna Pacuła – polska i amerykańska aktorka
- Joanna Pollakówna – polska poetka
- Joanna Pajkowska – polska żeglarka
- Joanna Racewicz – polska dziennikarka
- Joanna Rawik – polska piosenkarka
- Joan Rivers – amerykańska aktorka
- Joanne K. Rowling – angielska pisarka
- Joanna Sakowicz-Kostecka – polska tenisistka
- Joanna Schaffgotsch – hrabina górnośląska, dziedziczka fortuny Karola Goduli
- Joanna Scheuring-Wielgus – polska posłanka
- Johanna Schnarf – włoska narciarka alpejska
- Joanna Senyszyn – polska polityk, europosłanka SLD
- Jane Seymour (aktorka) – amerykańska aktorka
- Joanna Seymour – brytyjska królowa, trzecia żona Henryka VIII
- Joanna Słowińska – polska pieśniarka i skrzypaczka
- Joan Sutherland – śpiewaczka australijska
- Joanna Sydor – polska aktorka
- Joanna Szczepkowska – polska aktorka i pisarka
- Joanna Szczerbic – polska aktorka
- Joanna Trzepiecińska – polska aktorka
- Joanna Węgrzynowska-Cybińska – polska aktorka
- Joanna Wizmur – polska aktorka
- Joanna Żółkowska – polska aktorka

Inne:
- Jane – bohaterka serii filmów Tarzan
- Jean Grey – bohaterka serii komiksów X-Men
- Jeanny – bohaterka utworu Falco o tym samym tytule
- Johanna – bohaterka utworu „Gimme Hope Johanna” Eddy’ego Granta
- Matka Joanna – bohaterka filmu Matka Joanna od Aniołów